# Палата мира
Палата мира, која се налази у Хагу, Холандија, се често назива седиштем међународног закона, јер се у њему налазе Међународни суд правде (главно правно тело Уједињених нација), Стални арбитражни суд, Хашка академија међународног права и исцрпна Библиотека Палате мира.
Поред удомљавања ових правних институција, палата је такође редовно место за посебне догађаје у међународном праву и политици.

## Концепција
Палату је првобитно осмислио Ендру Карнеги 1890. године, који је желео да ту удоми Стални арбитражни суд као и да га обдари библиотеком и центром међународног права. Суду је забрањено да добије само поседство јер није задовољавао услове холандског закона, тако да је Карнеџи основао Карнеџи Фондацију, дао почетни поклон од пола милиона долара и узео градњу, својину и одржавање палате у закуп.
Како би пронашао одговарајући дизајн, Карнеџи је сазвао отворено међународно такмичење, са условима да зграда стоји сама, по могућности у парку. Победнички дизајн, који је био у неоренесансном стилу, поднео је француски архитекта Луј М. Кордоније, а преправио холандски архитекта Ван дер Стер.

## Градња
Градња палате је почела 1907. године и завршена је инаугурационом церемонијом 28. августа 1913. Испред капија је постављен пламен вечног мира.